# LPC (papperstillverkning)
LPC Group-koncernen bildades 1980 och är idag[när?] Storbritanniens största tillverkare av specialpappersprodukter. 
Företaget består av pappersbruken LPC, de tre dotterbolagen Kamns Paper Mill, LPC AFH Division och Swedish Tissue AB.